# Röhrenbach (Baixa Áustria)
Röhrenbach (Baixa Áustria) é um município da Áustria localizado no distrito de Horn, no estado de Baixa Áustria.